# وحدة توليد نيتروجين مبردة
يمكن إنتاج النيتروجين، الذي هو ذو أهمية تقنية بالغة، في وحدة توليد النيتروجين المبردة بدرجة نقاء تصل لأكثر من %99.9999.
يتم فصل الهواء داخل عمود التقطير عند درجة حرارة منخفضة (حوالي 100 درجة كلفن/ ـ 173 درجة مئوية) لإنتاج نيتروجين عالي النقاء بجزء في المليون من الشوائب.
وتعتمد هذه العملية على فصل الهواء، الذي اخترعه د.كارل فون ليند عام 1895.

## الغرض

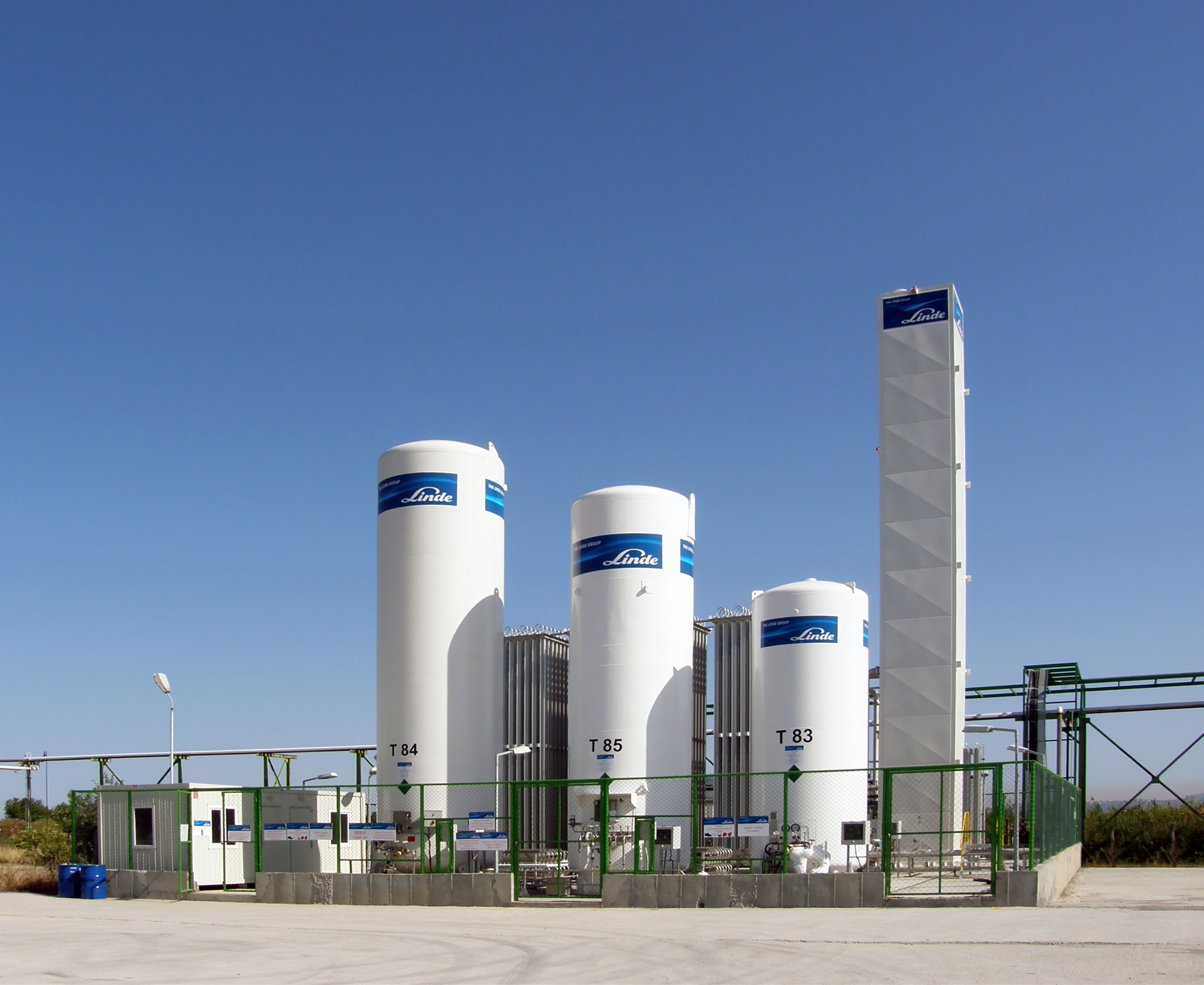
وحدة GAN 800 Plant التي أنشأتها شركة Linde CryoPlants المحدودة، بمعدل إنتاج 800Nm^{3}/ساعة

الغرض الأساسي لوحدة توليد النيتروجين المبردة هو توفير نيتروجين غازي عالي الجودة (GAN) للعملاء. بالإضافة لذلك، يتم إنتاج النيتروجين السائل (LIN) في نفس الوقت ويكون عادة بنسبة 10% من إنتاج النيتروجين الغازي. ثم يتم تخزين النيتروجين السائل عالي النقاء الذي تم إنتاجه من الوحدات المبردة في خزان موضعي واستخدامه كاحتياطي إستراتيجي. ويمكن تبخير هذا السائل لتغطية الزيادة في الطلب أو للاستخدام عند توقف مصنع النيتروجين عن العمل.
يتراوح إنتاج وحدات توليد النيتروجين المبردة النموذجية من 250Nm3/ساعة ليصل في الوحدات الكبيرة مثل وحدة حقل كانتاريل في المكسيك إلى 63.000 طن من النيتروجين في اليوم.

## الوحدات التي تتألف منها وحدة التوليد
تتألف وحدة توليد النيتروجين المبردة من:

### حاوية دافئة الطرف
- ضاغط
- مستقبل الهواء
- مبرد (مبادل حراري)
- مرشح قبلي
- وحدة تنقية الهواء (APU)

### صندوق بارد
- مبادل حراري أساسي
- عمود تقطير
- مكثّف
- توربين كبحي تمددي

### نظام التخزين
- خزان النيتروجين السائل
- مبخر

## كيفية عمل المصنع

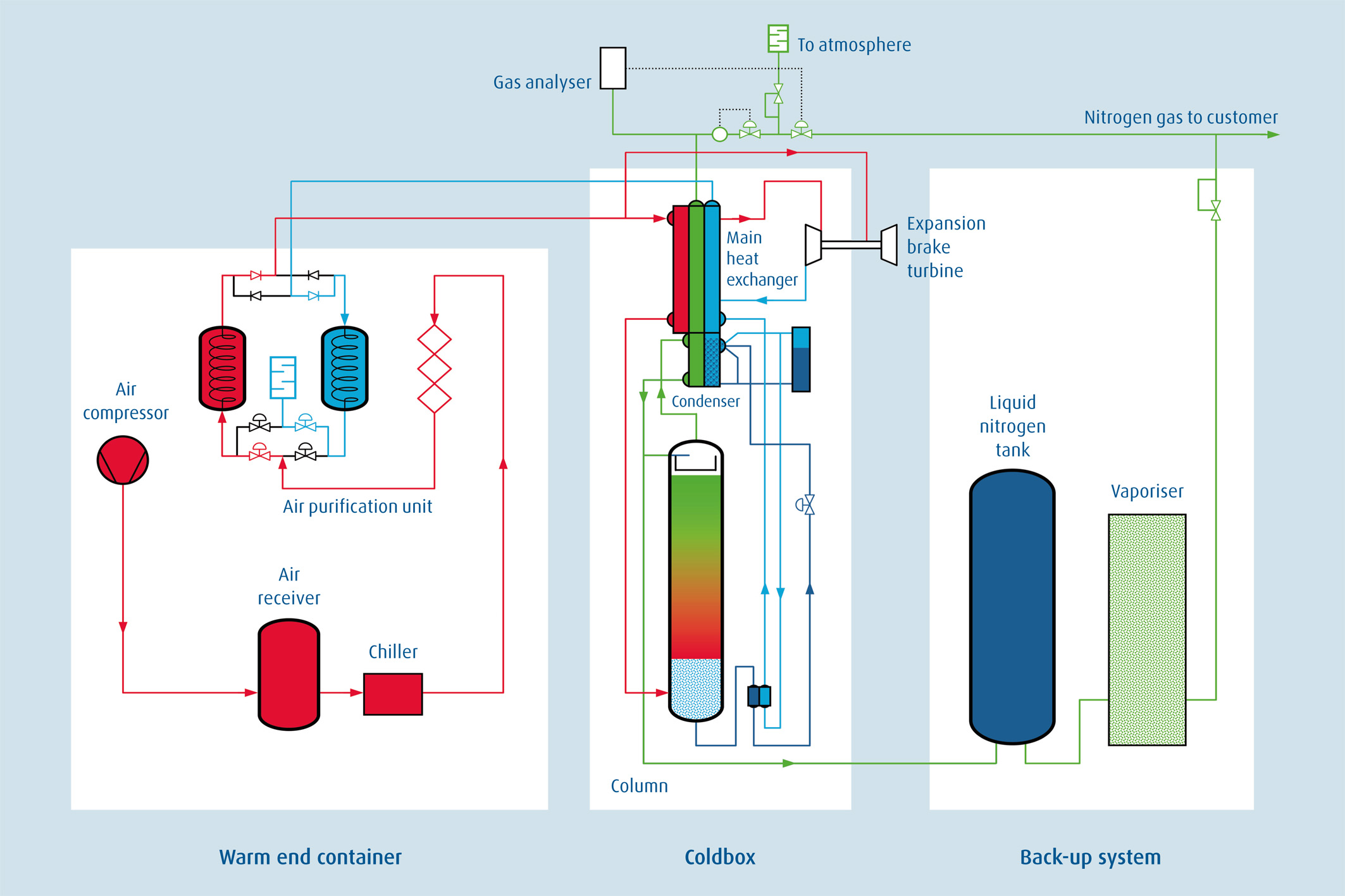
مخطط بياني شركة GAN Plant Linde Cryoplants المحدودة.

### عملية تدفئة الطرف
هواء الغلاف الجوي يتم ترشيحه وضغطه بواسطة ضاغط، والذي يوفر ضغط المنتج لتقديمه للعميل. تعتمد كمية الهواء الذي يتم شفطه على مقدار احتياج العميل للنيتروجين.
يقوم مستقبل الهواء بجمع السائل المكثَف ويقلل الهبوط في الضغط. يترك الهواء الجاف والمضغوط الهواء للمبرد المبادل الحراري عند درجة 10 مئوية.
لتنظيف هواء العملية بشكل أكبر، توجد مراحل مختلفة من الترشيح. أولها، إزالة المزيد من السائل المكثَف، ثم يعمل مرشح اندماج كمرشح تثاقلي، وآخرها جهاز امتزاز ممتلئ بالكربون النشط لإزالة بعض الهيدروكربونات.
آخر خطوة في الحاوية دافئة الطرف هي جهاز الامتزاز المتأرجح الحراري (TSA). تقوم وحدة تنقية الهواء بتنظيف هواء العملية المضغوط بإزالة أي بخار ماء متبقٍ،و ثاني أكسيد الكربون والهيدروكربونات. وتضم هذه الوحدة اثنتين من الأوعية، والصمامات، ومفرغ للهواء للسماح بتحويل الأوعية. وبينما يكون واحد من فراش جهاز الامتزاز الحراري (TSA) قيد العمل، تتم إعادة توليد الثاني بواسطة تدفق النفايات الغنية بالأكسجين الذي يتم صرفه إلى البيئة المحيطة من خلال كاتم للصوت.

### عملية الصندوق البارد
بعد ترك وحدة تنقية الهواء، يدخل هواء العملية في المبادل الحراري الأساسي حيث يتم تبريده بسرعة إلى ـ165 درجة مئوية وتتجمد كل الشوائب المتبقية (مثل CO2) ويدخل هواء العملية قاع عمود التقطير المسال جزئيًا.
يضم عمود التقطير موزعًا سائلاً عند القمة، وتغليفًا هيكليًا من عدة أمتار بموزعات جديدة سائلة، وخزانًا سفليًا للسائل المتدفق من أسفل العمود. يتم فصل النيتروجين النقي عند قمة العمود ويبقى السائل الغني بالأكسجين عند القاع.
يمر السائل الغني بالأكسجين إلى المكثّف بواسطة صمام توسيع جول - تومسون، الذي يُخرج بعضًا من السائل كبخار ويبرٍّد الجزء المتبقي. يُكثٍّف هذا السائل شبه البارد بعضًا من تيار غاز النيتروجين النقي الآتي من قمة العمود. يتم تمرير جزء من النيتروجين المُكثًّف إلى داخل عمود التقطير للحفاظ على النقاوة، ويتم تخزين السائل المتبقي في خزان موضعي كاحتياطي إستراتيجي. ويمر النيتروجين الذي لم يتم تكثيفه خلال المبادل الحراري الأساسي ويكون هو المنتج الذي يُقدَّم للعميل.
يتم تبخير نفايات الغاز، التي تتولد بالتالي كسائل شبه بارد غني بالأكسجين، في المكثف ويعود إلى APU حيث يمكن استخدامه لإعادة توليد المُجَفِّف.
يتم توفير التبريد لهذه العملية من خلال توربينات التمديد الكبحية الهوائية الموضوعة على قاعدة الصندوق البارد. يتم تمديد تيار من الغاز عالي الضغط من المبادلات الحرارية (ـ 110 درجات مئوية) إلى ضغط منخفض وتبريده في التوربينات. ويعود الهواء المُبَرّد (ـ 160 درجة مئوية) إلى النفايات من التيار من المبادلات الحرارية لتوفير عملية التبريد.
وتظهر الطاقة التي تتم إزالتها بواسطة التوربينات كحرارة في نظام تبريد التوربين.

### عملية التخزين
يُنقل النيتروجين السائل الذي تم إنتاجه من الصندوق البارد إلى خزان السوائل. يتم استخدام مبخٍّر الهواء المحيط لتبخير السائل المُخزَّن عند زيادة الطلب. تقوم لوحة التحكم في الضغط باستشعار حجم الطلب للنيتروجين الغازي وتنظم تدفق الغاز في أنابيب المستخدم النهائي للحفاظ على الضغط الخطي الحالي.

## تطبيقات إنتاج النيتروجين عالي النقاء
إنتاج*الأمونياك لتصنيع السماد
تصنيع*الزجاج العائم
- البتروكيمياويات
  - إبطال الحيز العلوي في الخزانات
  - التشويش

المعالجة الغازية**للأمين
غاز غلق **المَحْمِل
تصنيع *البوليستر
تصنيع *أشباه الموصلات
تصنيع *الألواح الضوئية